# Чычымах
Чычымах — село в Якутии, центр Амгинского наслега Таттинского улуса.
Село находится на левобережье Амги, на высоте 247 м над уровнем моря, в 60 км к юго-востоку от улусного центра — села Ытык-Кюёль.

## История
В селе прежде была центральная усадьба предприятия «Туора-Кюёль»

## Население
| 2002 | 2010 | 2011 | 2012 | 2013 | 2014 | 2015 |
| ---- | ---- | ---- | ---- | ---- | ---- | ---- |
| 798  | ↘773 | ↘772 | ↘766 | ↘752 | ↘722 | ↗724 |
| 2016 | 2017 | 2018 | 2019 | 2020 | 2021 |      |
| ↘707 | ↘697 | ↗699 | ↘692 | ↘674 | ↘666 |      |

## Социально значимые объекты и экономика
В Чычымахе есть дом культуры и средняя школа им. С. Р. Кулачикова-Элляя. Действует СХПК «Чычымах». Есть детский сад «Туйаара».

## Люди, связанные с селом
- А. Е. Кулаковский — Өксөкүлээх Өлөксөй (1877, Чычымах — 1926) — основоположник якутской литературы;
- С. Р. Кулачиков — Эллэй (1904, Чычымах — 1976) — переводчик, народный поэт Якутии;
- Н. Е. Мординов — Амма Аччыгыйа (1906, Чычымах — 1994) — народный писатель Якутии;
- А. Е. Мординов (1910, Чычымах — 1993) — доктор философских наук, профессор, первый ректор Якутского государственного университета;
- И. И. Тарбахов (р. Чычымах) — всемирно известный шеф-повар[источник не указан 4260 дней].